# Ла Калера II (Каборка)
Ла Калера II (шп. La Calera II) насеље је у Мексику у савезној држави Сонора у општини Каборка. Насеље се налази на надморској висини од 250 м.

## Становништво
Према подацима из 2005. године у насељу су живела 4 становника.

### Хронологија
| Година       | 2000      | 2005 |
| ------------ | --------- | ---- |
| Становништво | 3 (3 / 0) | 4    |

### Попис
| # | Индикатор                        | Вредност |
| - | -------------------------------- | -------- |
| 1 | Укупно појединачних домаћинстава | 1        |